# Dinesh Thakur
Dinesh Thakur (1947 - 20 de septiembre de 2012) fue un director de teatro indio, actor de teatro, televisión y cine hindi, donde tuvo mayor notabilidad al aparecer como uno de los protagonistas en Rajnigandha de 1974, dirigida por Basu Chatterjee, que ganó el Premio Filmfare a la Mejor película. Fue fundador y director de producciones de ANK, una compañía de teatro con sede en Mumbai, establecida en 1976.
Dinesh Thakur se graduó en Kirori Mal College (KMC), y la Universidad de Delhi, donde también era parte de la sociedad dramática de KMC.
Murió el 20 de septiembre de 2012 debido a una insuficiencia renal.